# Jean Vincent
Jean Vincent (født 29. november 1930 i Brignoles, Frankrig - 13. august 2013) var en fransk fodboldspiller og -træner, der spillede som angriber. Han var på klubplan tilknyttet Lille OSC og Stade Reims, og spillede desuden 46 kampe for det franske landshold. Han var med på det franske hold til både VM i 1954, VM i 1958 og EM i 1960.
Som træner stod han i spidsen for blandt andet FC Lorient og Camerouns landshold.